# Port Vincent
Port Vincent (472 habitants) est un village sur la côte est de la péninsule de Yorke à 194 km par la route d'Adélaïde en Australie-Méridionale.